# Maurice Lenormand
Pour les articles homonymes, voir Lenormand.
Maurice Lenormand est un homme politique français né le 15 janvier 1913 à Mâcon (Saône-et-Loire) et mort le 8 septembre 2006 à Southport sur la Gold Coast, dans le Queensland, en Australie. Il est député de Nouvelle-Calédonie de 1951 à 1964 et l'une des principales figures politiques de ce Territoire des années 1950 aux années 1970.

## Formation, carrière professionnelle et intérêt pour la Nouvelle-Calédonie et la culture kanak
Fils d'un professeur de musique et organiste à la cathédrale Saint-Vincent de Mâcon, il obtient un diplôme d'ingénieur de l'Institut agricole d'Algérie en 1933. Il découvre pour la première fois la Nouvelle-Calédonie lors de son service militaire en 1934 puis, libéré, il décide d'y rester quelques années comme chimiste analyseur aux mines de nickel. Il se passionne alors pour la langue et la culture kanak et épouse en 1936 Simone Wapata Soot, petite-fille du grand-chef kanak Boula du district de Lösi à Lifou ; le couple aura 8 enfants.
En 1937, il rentre en Métropole où il crée une société de production radiophonique, écrit un ouvrage sur les problèmes d'organisation professionnelle et syndicale, le Manuel du corporatisme, il cultive toujours en parallèle sa passion pour la culture kanak en nouant contact notamment avec Maurice Leenhardt par le biais de la Société des océanistes au Musée de l'Homme où il se rend fréquemment et de l'Institut d'ethnologie de Paris dont il sort diplômé en 1939.
Lorsque la Seconde Guerre mondiale éclate en 1939, il est tout d'abord affecté au Bataillon du Pacifique à Nouméa mais, à sa demande, il est muté au sein du 6e régiment d'infanterie coloniale rattaché à la 6e division d'infanterie coloniale (DIC) au sein de la IIIe Armée puis de la IIe Armée. Il participe ainsi à l'offensive de la Sarre puis à la défense du secteur Stonne - Beaumont-en-Argonne - Sommauthe dans les environs de Sedan en mai 1940 et enfin aux combats que le régiment continue à mener durant la retraite générale de juin 1940, notamment à Châlons-sur-Marne.
Démobilisé à la fin de l'année 1940, il rentre à Paris où il entame des études de pharmacie tout en suivant les cours de l'École pratique des hautes études dont il est élève titulaire et de l'École nationale des langues orientales vivantes (ENLOV) pour le malais, l'houaïlou et le tahitien (les enseignements de ces deux dernières langues, parmi d'autres d'Océanie, ayant été ouverts par Maurice Leenhardt en 1944). En août 1944 il participe également aux combats pour la Libération de Paris au sein du réseau de résistance Libération-Nord. En 1945, il obtient son doctorat de pharmacie de la faculté de Paris, en même temps que son diplôme de l'ENLOV, il retourne à Nouméa dès le début de l'année 1946 et y achète la pharmacie Busiau, du nom de son ancien propriétaire Gabriel Busiau décédé en 1933, qui devient, sous le nom de Pharmacie générale de Nouvelle-Calédonie, la principale officine du Territoire. Directeur de la Société coloniale du Pacifique austral, il devient également le propriétaire d'une plantation à Sarabo sur l'île d'Espiritu Santo aux Nouvelles-Hébrides. Mais c'est surtout sur le plan politique que Maurice Lenormand va alors être actif.

## Une figure politique néo-calédonienne majeure
Toujours marqué par son intérêt pour la culture kanak, et océanienne en général, notamment en tant que secrétaire général de la Société des Études mélanésiennes, de membre de la Société des océanistes, de la Société des Études polynésiennes de Papeete et de la Polynesian Society néo-zélandaise, il est alors l'organisateur d'études archéologiques, ethnologiques, sociologiques et linguistiques en écrivant lui-même beaucoup sur ces sujets. Il décide bientôt de transposer cet intérêt sur le plan politique.
Ainsi, lors des élections législatives de 1951 qui se déroulent en un seul tour le 1er juillet 1951 en Nouvelle-Calédonie et aux Nouvelles-Hébrides, il décide de se porter candidat sans étiquette sur le thème de l'amélioration du « statut des autochtones » notamment par la mise en place d'un droit coutumier indigène et de la fin du statut spécial indigène. Soutenu alors par les deux principaux partis politiques confessionnels kanaks fondés en 1946, l'Union des indigènes calédoniens amis de la liberté dans l'ordre (UICALO) de Rock Pidjot, d'inspiration catholique, et l'Association des indigènes calédoniens et loyaltiens français (AICLF) de Doui Matayo, d'inspiration protestante, il est alors élu avec 5 034 voix sur 13 642, devançant de plus de 800 suffrages le député sortant UDSR Roger Gervolino (4 207 voix), et battant également le candidat du RPF Paul Métadier (2 249) et le communiste Florindo Paladini (2 152). Il siège alors à l'Assemblée nationale comme non inscrit.
En 1953, à l'approche des élections au conseil général qui se tiennent le 8 février, il forme une liste commune avec l'UICALO et l'AICLF sous le nom d'Union calédonienne et avec pour slogan « Deux couleurs, un seul peuple ». Celle-ci remporte 15 sièges sur 25. Lui-même est élu dans la 2e circonscription, à savoir la côte ouest de la Grande-Terre, et devient vice-président du conseil général.
Le 24 septembre 1953, à l'occasion des Fêtes du Centenaire français, il inaugure le monument du centenaire français, près de l'ancre de Marine, dans le quartier de l'Orphelinat.
Le 2 janvier 1956 il est réélu député sous l'étiquette de l'Union calédonienne et siège au sein du groupe des Indépendants d'outre-mer (I.O.M.). Il soutient alors la Loi-cadre Defferre du 23 juin 1956 qui accorde plus d'autonomie aux Territoires d'Outre-mer où les conseils généraux sont remplacés par des Assemblées territoriales et où des Conseils de gouvernement sont créés. En vue de l'élection de cette assemblée, l'Union calédonienne se structure définitivement en parti politique lors de son premier congrès à la Vallée des Colons à Nouméa des 12 et 13 mai 1956 au cours duquel Maurice Lenormand devient le commissaire général du mouvement tandis que Rock Pidjot en est élu président.
Le 6 octobre 1957 ont lieu les premières élections de l'Assemblée territoriale de Nouvelle-Calédonie : c'est un triomphe pour l'UC qui obtient 18 des 30 sièges à pourvoir et donc est chargé de former le conseil de gouvernement dont Maurice Lenormand devient le vice-président (et donc son chef véritable, la présidence étant exercée officiellement par le gouverneur) ainsi que son ministre de l'Intérieur et de la Fonction publique. Mais le 18 juin 1958, les leaders des différentes forces d'opposition (Républicains indépendants d'Henri Lafleur et Républicains sociaux de Georges Chatenay essentiellement), confortés par l'arrivée au pouvoir le 1er juin 1958 du général de Gaulle (retour au pouvoir d'ailleurs salué et soutenu par l'Union calédonienne et Maurice Lenormand), tentent un coup de force pour pousser le conseil de gouvernement Lenormand, taxé d'autoritarisme et de séparatisme, à démissionner et un retour de la Métropole dans les affaires politiques locales. L'exécutif tient bon et le gouverneur, qui avait soutenu les conjurés, est remplacé. L'Union calédonienne en sort renforcée et continue alors à soutenir De Gaulle, en appelant à voter pour la nouvelle constitution, mais se refuse à toute départementalisation. Toutefois, les gaullistes désormais à la tête de la France sont attachés à mettre en place un retour de l’État dans les affaires néo-calédoniennes et se montre de plus en plus hostile à l'UC. Finalement, l'Assemblée territoriale est dissoute le 30 octobre 1958 afin de pousser les forces politiques locales à trancher sur la question du statut.
Lors des élections du 7 décembre 1958, après avoir finalement décidé que la Nouvelle-Calédonie et ses dépendances resterait un Territoire dans le cadre des institutions de la Ve République et avoir déclaré s'opposer à l'indépendance, l'UC progresse en voix et se maintient à 18 sièges sur 30. Le conseil de gouvernement, formé le 23 décembre, a à nouveau pour vice-président Maurice Lenormand, par ailleurs toujours ministre de l'Intérieur et de la Fonction publique, mais aussi des Finances, des Affaires économiques et du Plan. En 1959, Maurice Lenormand est réélu député au premier tour et se reproche alors du MRP dans le groupe duquel il siège. Toutefois, pour raison de cumul des mandats (qui n'est désormais plus possible depuis une ordonnance de 1958) il ne peut continuer à exercer la vice-présidence du conseil de gouvernement qui échoie alors à Michel Kauma qui quitte bientôt l'UC pour soutenir la politique de centralisation gaullienne. Maurice Lenormand et l'UC s'éloignent quant-à-eux de plus en plus du général de Gaulle et de son gouvernement, la rupture étant définitivement consommée à la suite de l'adoption de la loi Jacquinot du 21 décembre 1963 qui supprime le poste de vice-président du conseil de gouvernement et ce dernier est limité à un simple rôle consultatif. De plus, Maurice Lenormand, réélu en 1962 mais, condamné en 1964 à une période d'inéligibilité pour sa participation à une rixe à Nouméa, ayant perdu alors son fauteuil de député et d'élu de l'Assemblée territoriale, est obligé de se mettre un temps en retrait de la vie politique locale alors que son parti reste aux commandes. Rock Pidjot lui succède alors comme député.
Il ne revient sur le devant de la scène qu'au début des années 1970 : il est alors réélu à l'Assemblée territoriale en 1972 et devient le suppléant du député Rock Pidjot de 1973 à 1981. Mais alors que la question de l'indépendance devient de plus en plus présente au sein du débat local depuis la création des Foulards rouges par Nidoïsh Naisseline, l'UC commence à ce moment-là à se déliter en raison du retour critiqué de Lenormand, de son silence sur la question de l'indépendance et de l'arrivée au sein du parti d'une nouvelle génération favorable à cette idée de sécession (Jean-Marie Tjibaou notamment). C'est ainsi que deux dissidences « ethniques » se forment alors : le Mouvement libéral calédonien (MLC) formé par certains « Caldoches » de l'UC dont Jean Lèques et l'Union multiraciale (UMNC) kanak de Yann Céléné Uregei.
Aux élections territoriales de 1972, pour la première fois depuis 1953, l'Union calédonienne n'a plus la majorité absolue, et perd même le pouvoir en 1974 à la suite de l'alliance de dissidents de l'Union multiraciale qui ont formé l'Union progressiste multiraciale (UPM), du MLC et des loyalistes de l'Entente démocratique et sociale (EDS) de Jacques Lafleur. Cette nouvelle majorité négocie avec le gouvernement national pour la mise en place d'un nouveau statut en 1976 qui recrée un réel conseil de gouvernement ainsi que le poste de vice-président.
En 1977, l'UC, ainsi que Maurice Lenormand, se rallient à l'idée d'indépendance. Bien que battu par les loyalistes aux élections territoriales de cette année, Lenormand devient une dernière fois vice-président du conseil de gouvernement le 21 novembre 1978, grâce à l'union au sein de l'exécutif local du Parti socialiste calédonien (PSC) et de l'Union calédonienne. Cette dernière se retrouve la même année, sous l'action de Jean-Marie Tjibaou, au centre d'un Front indépendantiste (FI), coalition électorale qui l'allie avec le Parti de libération kanak (Palika), le PSC, le Front uni de libération kanak (FULK, qui a succédé à l'Union multiraciale) et de l'UPM. Ce conseil de gouvernement est suspendu pour deux mois par le Haut-commissaire le 20 mars 1979 et un nouvel exécutif est constitué cette fois-ci uniquement d'anti-indépendantistes. Réélu une dernière fois à l'Assemblée territoriale le 1er juillet 1979, il quitte ainsi sa dernière fonction politique à la fin de cette mandature, en 1984, mettant alors un terme à 33 ans de vie politique.
Bien qu'il n'ait déjà plus eu de réelle influence au sein de son parti lorsque celui-ci, sous la conduite de Jean-Marie Tjibaou au sein du FLNKS à partir de 1984, fait le choix de l'indépendance kanak socialiste (IKS), une grande partie de son ancien électorat rallié au RPCR de Jacques Lafleur par anti-indépendantisme lui reproche alors son ralliement tardif au séparatisme. Durant la période des Évènements des années 1980, sa pharmacie est pillée et incendiée lors des émeutes anti-indépendantistes qui ont lieu à Nouméa le 11 janvier 1985, à l'instar des commerces ou des possessions d'autres figures indépendantistes dans la capitale (comme la station service d'André Dang).
Il est l'auteur d'un dictionnaire drehu-français paru en 1999. Cette parution fait suite à une thèse en linguistique soutenue à l'âge de 85 ans, fait exceptionnel qui lui valut à l'époque la Une du Monde.